# Arrizo 5
O Arrizo 5 é um sedan compacto que foi produzido pela Caoa Chery. Estreou durante o Salão do Automóvel de Cantão de 2015 e foi apresentado no Brasil no Salão do Automóvel de São Paulo de 2018, chegando às lojas em novembro do mesmo ano.   
Era montado na fábrica da Caoa Chery em Jacareí (SP) em regime CKD.   

## Posicionamento de Mercado
Apesar de ter dimensões e motorização mais próximas dos sedans médios (Corolla, Civic, Cruze, etc.), o Arrizo 5 concorria em preço e posicionamento de mercado com os sedans compactos (Virtus, Onix Plus, Yaris Sedan, etc.).
Foi substituído pelo Arrizo 6, maior e mais equipado, mas que manteve o mesmo conjunto mecânico.

## Arrizo 5e
O Arrizo 5e é a versão 100% elétrica do Arrizo 5. Foi lançado no Brasil em 2019, importado da fábrica chinesa da Chery. Tem um alcance de 410 quilômetros e compartilha as mesmas dimensões e design do modelo à combustão, com poucas alterações visuais.

## Galeria

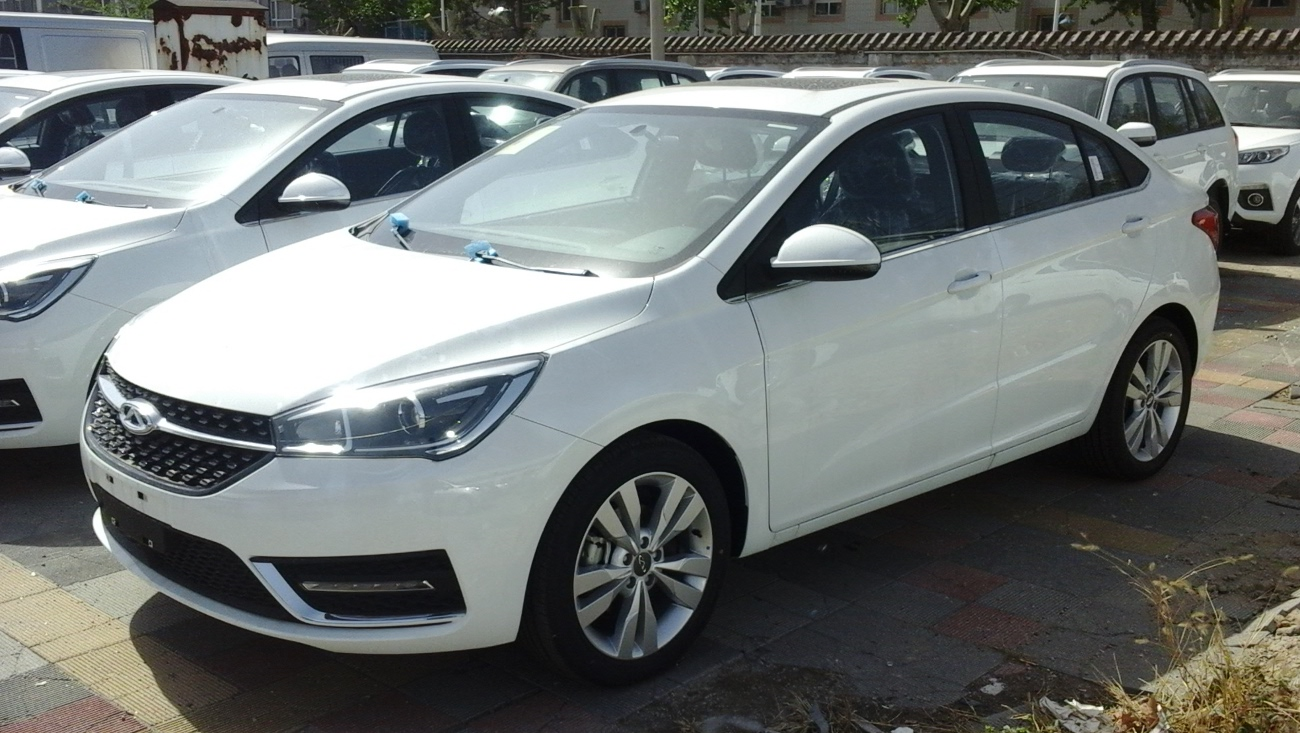
Chery Arrizo 5 frente
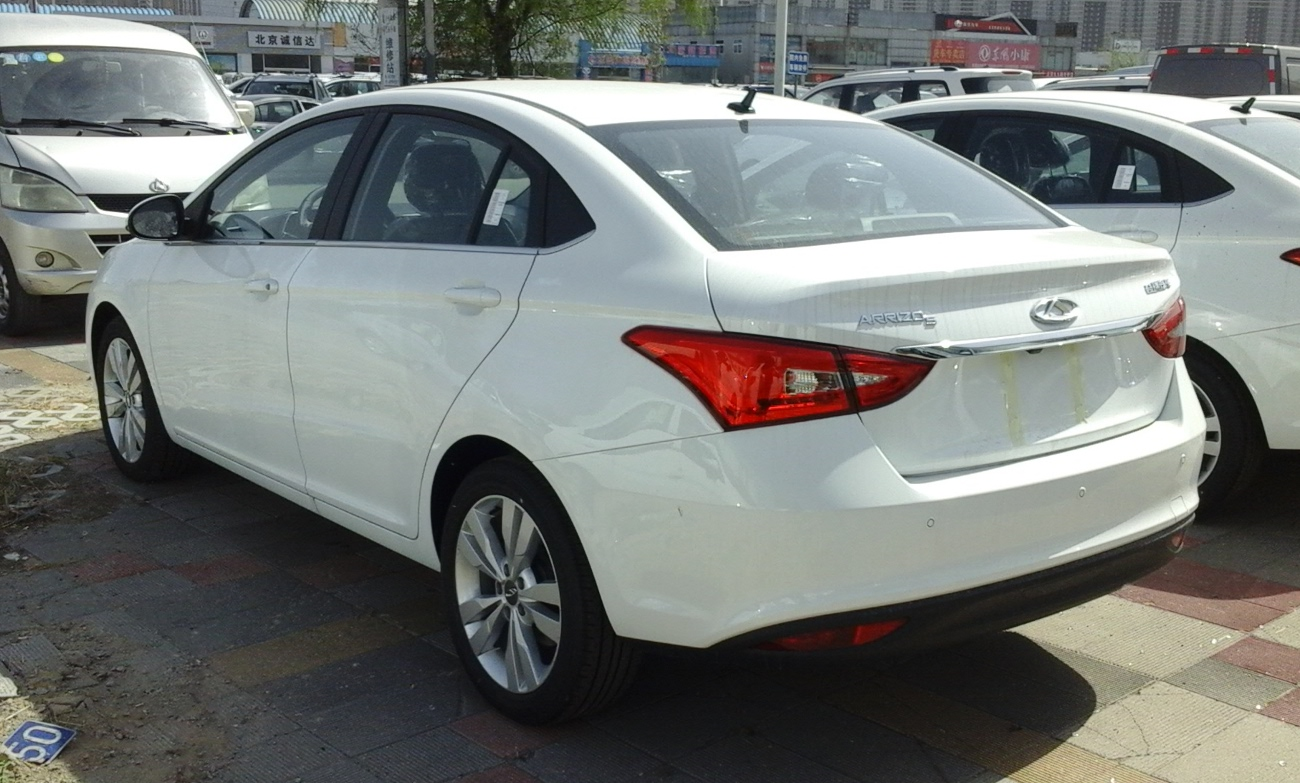
Chery Arrizo 5 traseira

## Ligações Externas
- Website oficial da Caoa Chery no Brasil